# باتريك ديكنسون
باتريك ديكنسون (28 أغسطس 1919 - 28 مايو 1984) (بالإنجليزية: Patrick Dickinson)‏ هو لاعب كريكت بريطاني (وحمل سابقاً جنسية المملكة المتحدة لبريطانيا العظمى وأيرلندا).

## وصلات خارجية
- باتريك ديكنسون على موقع إي آس بي آن كريك إنفو (الإنجليزية)